# سیارک ۵۲۹۱
سیارک ۵۲۹۱ (به انگلیسی: 5291 Yuuko، نامگذاری:1990YT) پنج هزار و دویست و نود و یکمین سیارک کشف شده‌است که در ۲۰ دسامبر ۱۹۹۰ کشف شد.
قدر مطلق سیارک برابر ۱۳٫۱۰ است.